# Carlos Moreno Gómez
Carlos Moreno Gómez (Villarrobledo, España, 14 de febrero de 1992), es un jugador de fútbol español. Actualmente milita en  C.D. Toledo, de la Tercera Federación.

## Trayectoria
Natural de Villarrobledo (Albacete) y formado precisamente en las categorías inferiores del Albacete Balompié, el lateral derecho logró  y dar el salto definitivo al primer equipo en la temporada 2012/13, alcanzando la titularidad al año próximo en el que consiguió junto a sus compañeros la vuelta del primer equipo a la División de Plata del fútbol español.
En julio de 2015, libre en el mercado, se ha comprometido para las dos próximas temporadas con el CD Mirandés.